# Nola vernalis
Nola vernalis är en fjärilsart som beskrevs av Oswald Beltram Lower 1900. Nola vernalis ingår i släktet Nola och familjen trågspinnare. Inga underarter finns listade i Catalogue of Life.